# کینتون
کینتون (به انگلیسی: Kineton) یک روستا و محله مدنی در بریتانیا است که در Stratford-on-Avon واقع شده‌است. کینتون ۲٬۳۳۷ نفر جمعیت دارد.